# انتصار الوزیر
انتصار الوزیر با کنیه ام جهاد (زاده ۱۹۴۱ در غزه)، سیاست‌مدار فلسطینی است. او اولین زن عضو جنبش فتح در سال ۱۹۵۹ بود.
او در ۱۹۶۲ با خلیل الوزیر از بنیان‌گذاران و شخصیت‌های اصلی جنبش فتح ازدواج کرد.
پس از امضای پیمان‌های اسلو به غزه بازگشت و اولین وزیر زن حکومت خودگردان فلسطین شد. پس از نبرد غزه ۲۰۰۷ و تصرف این منطقه توسط حماس، غارتگران به خانه او حمله‌ور شده و مبلمان، لباس‌ها، جواهرات، آلبوم‌های خانوادگی و وسایل همسرش ابوجهاد را به سرقت بردند. او می‌گفت این چپاول‌گری در روز روشن و در برابر دیدگان نظامیان حماس انجام شده است.